# Васильев, Леонид Михайлович
Леонид Михайлович Васильев (14 июня 1926, д. Красино, Псковская губерния — 2 сентября 2015, Уфа) — советский и российский языковед, почётный академик Академии наук Республики Башкортостан (2002), доктор филологических наук (1972), профессор (1974), заслуженный деятель науки БАССР (1977), почетный работник высшего образования РФ (2001), отличник высшей школы СССР (1970).

## Биография
Родился в д. Красино, ныне Дедовичского района Псковской области. Учился в местной деревенской школе, потом в педагогическом училище г. Старая Русса.
После войны служил в армии, при этом заочно учился в Ленинградском государственном педагогическом институте имени А. Герцена.
После окончания института в 1952 году работал учителем в школе. После обучения в аспирантуре родного института защитил кандидатскую диссертацию, посвященную просторечной, диалектной и народно-поэтической лексике русского языка.
После защиты диссертации работал в Тобольском педагогическом институте (1955—1958).
С 1958 года работал в Башкирском государственном университете (ныне Уфимский университет науки и технологий) доцентом, профессором, зав. кафедрой.

## Научная деятельность
Научные направления работы Васильева: русистика, славистика, общее языкознание, включая проблемы системности, структурности, знаковости применительно к разным уровням языка; вопросы соотношения категорий языка и речи, языка и сознания, языка и общества, языка и действительности, типологии грамматических, семантических и когнитивных категорий языка. Им была разработана типология предикатной лексики.
Л. Васильев является основателем уфимской семантической школы, подготовил около 30 кандидатов и докторов наук.

### Труды
Васильев Леонид Михайлович является автором около 150 научных работ, включая 10 книг.
- Лекции по фонетике современного русского языка. — Уфа: БашГУ, 1975.
- Семантика русского глагола. — М.: Высшая школа, 1981.
- Значение в его отношении к системе языка. — Уфа: БашГУ, 1985.
- Введение в славянскую филологию. — Уфа: БашГУ, 1988.
- Теория и методология современного языкознания. — Уфа: БашГУ, 1990.
- Современная лингвистическая семантика. — Москва: Высшая школа, 1990
- Теоретические проблемы лингвистики. — Уфа: БашГУ, 1994.
- Методы современной лингвистики. — Уфа: БашГУ, 1996.
- Системный семантический словарь русского языка. Предикатная лексика. Том 1. — Уфа: Гилем, 2005.
- Теоретические проблемы общей лингвистики, славистики, русистики. Уфа, 2006.

## Награды и звания
- Заслуженный деятель науки БАССР (1977),
- Почетный работник высшего профессионального образования Российской Федерации (2001).